# Samythella affinis
Samythella affinis är en ringmaskart som beskrevs av Francis Day 1963. Samythella affinis ingår i släktet Samythella och familjen Ampharetidae. Inga underarter finns listade i Catalogue of Life.